# اوک گروو (آریزونا)
اوک گروو (به انگلیسی: Oak Grove) یک منطقهٔ مسکونی در ایالات متحده آمریکا است که در آریزونا واقع شده‌است. اوک گروو ۱٬۸۱۲ متر بالاتر از سطح دریا واقع شده‌است.